# Pałac Fanshawów w Warszawie
Pałac Fanshawów, także pałacyk „Henryków“ – zabytkowy pałac znajdujący się przy ul. Puławskiej 107a Warszawie.

## Opis

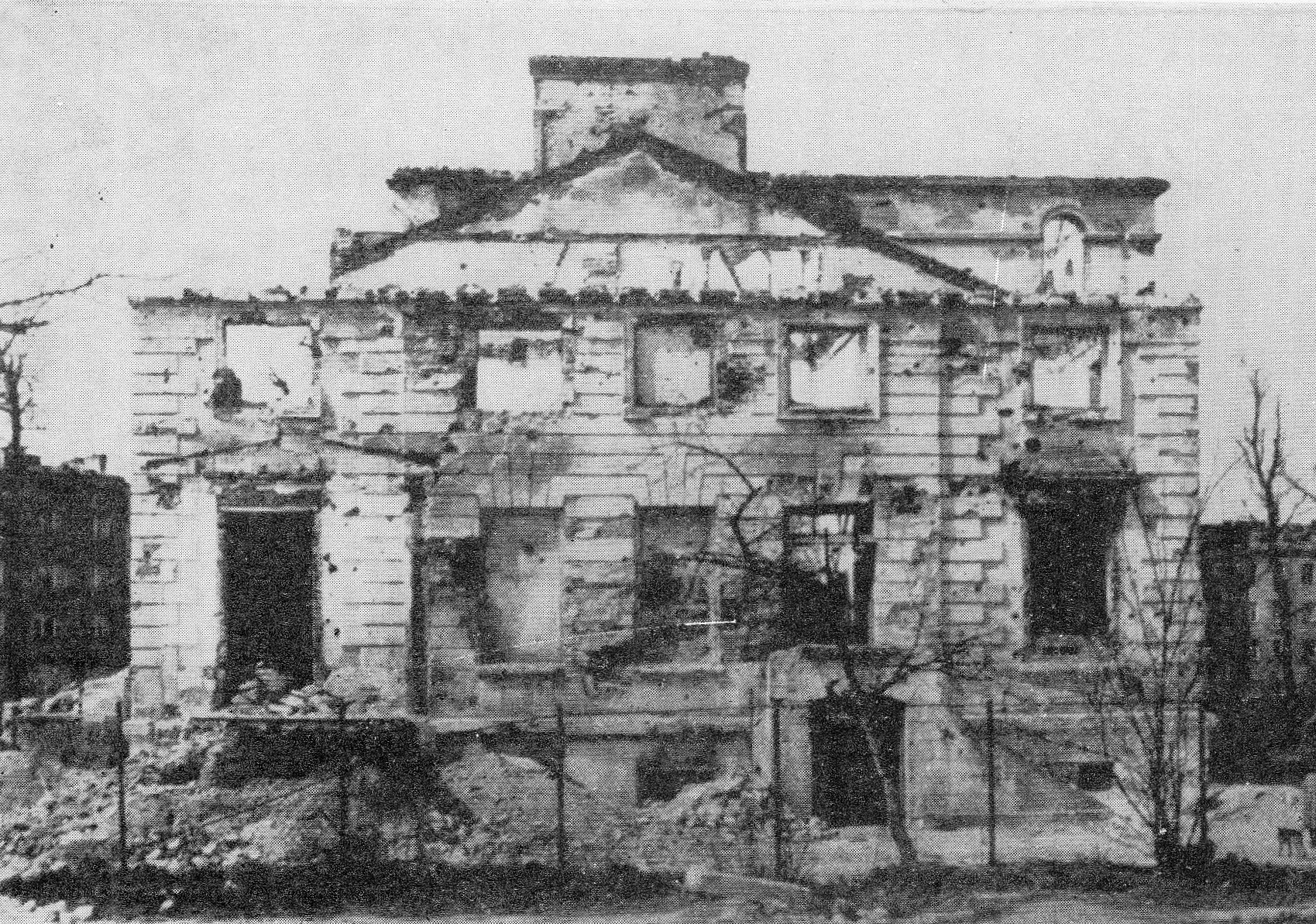
Pałacyk w 1945

Pierwszy pałacyk w tym miejscu został wzniesiony przez francuskiego emigranta Henryka Bonneta, który na początku XIX wieku z wykupionych od poprzednich właścicieli i scalonych gruntów utworzył posiadłość nazwaną od jego imienia Henrykowem. W 1830 nieruchomość została zakupiona od Bonneta przez szambelana płk. George'a Fanshave'a, Anglika w służbie rosyjskiej. Ok. 1850 wzniesiono tam dla rodziny Fanshawów nowy pałacyk. Później stał się on własnością Potockich i służył jako miejsce zamieszkania ich uboższych krewnych.
W czasie II wojny światowej w budynku mieściła się kuchnia Rady Głównej Opiekuńczej. 
Pałacyk został spalony w 1944 podczas powstania warszawskiego. Został odbudowany po wojnie według projektu Stanisława Żaryna z wnętrzami przebudowanymi na oddzielne mieszkania.
Klasycystyczny budynek ma dwie kondygnacje i czterokolumnowy portyk wgłębny od strony ogrodu. W elewacji frontowej znajdują się tonda z głowami meduz. W dawnym salonie zachował się oryginalny kominek. 
W 1965 budynek został wpisany do rejestru zabytków. Współcześnie jest siedzibą spółki Kosmetyczne Instytuty Dr Irena Eris.
W otaczającym pałacyk ogrodzie, również wpisanym do rejestru zabytków, rośnie m.in. jesion wyniosły, będący pomnikiem przyrody.